# Wovenit
Wovenit je technologie výroby trojrozměrných textilií. Wovenit byl vyvinut koncem 20. století u německé firmy Visiotex, která vlastní patent na jeho použití. 

## Technologie
Podrobnosti o této technologii nebyly dosud (2015) publikovány. Z internetových prospektů firmy Visiotex je jen známé, že postup výroby je založen na technice trojdimenzionálního pletení. Základním elementem je napodobení strojního pletení jednoplošné paty na punčochách. To znamená, že se podle určitého systému snižuje a zvyšuje hustota pleteniny tak, aby se vytvořil malý klín (něm.: Spickel). Vynález spočívá v tom, že se na speciálním stroji do základní pleteniny zanášejí útkové nebo i osnovní niti. Tato kombinace pletení a tkaní se dá provádět v nesčetných variantách, v jediné operaci se zhotovuje textilie požadovaného tvaru bez dalších nákladů na šití a pod. .
Jako příklady použití se uvádějí technické textilie: potahy sedadel (včetně elektr. vytápění), potahy stěn automobilů, stínítka na lampy 
V roce 2009 byl vícevrstvý potah na kancelářské židle vyrobený wovenitem vyznamenán německou  Nadací pro ochranu životního prostředí .
O rozsahu výroby nebylo do roku 2015 nic známo. Regionální tisk informoval jen o plánech a projektech firmy Visiotex, která zaměstnává ve čtyřech malých závodech celkem asi 100 lidí .